# Edmonston
Edmonston es un pueblo ubicado en el condado de Prince George en el estado estadounidense de Maryland. En el Censo de 2010 tenía una población de 1.445 habitantes y una densidad poblacional de 1.387,85 personas por km².

## Geografía
Edmonston se encuentra ubicado en las coordenadas 38°57′00″N 76°55′56″O / 38.95000, -76.93222. Según la Oficina del Censo de los Estados Unidos, Edmonston tiene una superficie total de 1.04 km², de la cual 1.01 km² corresponden a tierra firme y (2.74%) 0.03 km² es agua.

## Demografía
Según el censo de 2010, había 1.445 personas residiendo en Edmonston. La densidad de población era de 1.387,85 hab./km². De los 1.445 habitantes, Edmonston estaba compuesto por el 27.75% blancos, el 32.53% eran afroamericanos, el 0.55% eran amerindios, el 2.08% eran asiáticos, el 0.28% eran isleños del Pacífico, el 33.22% eran de otras razas y el 3.6% pertenecían a dos o más razas. Del total de la población el 48.3% eran hispanos o latinos de cualquier raza.